# Творожная масса
Творожная масса — молочный или молочный составной продукт из творога с возможным добавлением сливочного масла, сливок, сгущённого молока с сахаром, сахаров и/или соли, а также с возможным добавлением немолочных компонентов не в целях замены составных частей молока. Термическая обработка готового продукта и внесение стабилизаторов консистенции не допускается. Небольшой брикет творожной массы (в СССР обычно весил 50—100 г) называется творожный сырок.
По содержанию жира творожная масса и сырки могут быть: с повышенным количеством жира (20—26 %), жирные (14,5—18 %), полужирные (7—8,5 %), обезжиренные. Изделия бывают сладкие (13—26 % сахара) и солёные (2—2,5 % соли). К сладкой творожной массе добавляют, помимо сахара, ванилин, изюм, цукаты, мармелад, курагу, мёд, орехи, какао, кофе (экстракт), корицу; к солёным — сыры твёрдые сычужные, томатную пасту или пюре, перец, тмин, горчицу, укроп или укропное масло.
Творожная масса и сырки должны иметь чистые кисломолочные вкус и запах, хорошо выраженные вкус и аромат внесённых наполнителей. Консистенция изделий однородная, нежная, в меру плотная. Цвет белый с кремовым оттенком или обусловленный добавками.

## Изготовление
Соотношение частей берётся по рецептуре.
Творог растирают на вальцовке. Сыпучие наполнители просеивают через сито, масло или пластические сливки плавят до сметанообразного состояния. Изюм и курагу перебирают и промывают. Твёрдые компоненты мельчат кусочками диаметром 6—8 мм, орехи (очищенные) — 4—5 мм; орехи потом обжаривают до светло-коричневого цвета. Ванилин растирают с 5—10-кратным количеством сахара.
После подготовки всех составных частей творог вносят в творогосмесительные машины и подают наполнители: сперва масло или сливки, затем сахар или соль, затем всё прочее; ванилин, для сохранения аромата, вносят в последнюю очередь. Тщательно перемешанную массу охлаждают до +6 °C и фасуют.
Условия хранения творожной массы и сырков такие же, как у творога. Советская творожная масса расфасовывалась в крупную тару (ящики, фляги) или на автоматах по 250—500 г и хранилась одни сутки.